# 亨利五世 (巴伐利亞)
亨利五世（德語：Heinrich I. von Luxemburg；964年9月17日之前—1026年2月27日），盧森堡王朝成員，巴伐利亞公爵（1005年—1009年及1017年—1026年在位）及盧森堡伯爵（為亨利一世，998年—1026年在位）。亞爾丁伯爵齊格飛與其妻子諾高的海德薇之長子。神聖羅馬皇后庫妮根德的兄長。

## 生平
亨利五世是特里爾的聖馬克西敏修道院和埃希特納赫的聖威利布洛德修道院的倡導者，他的家族擁有世襲頭銜。
1004年，在雷根斯堡帝國會議中，亨利五世從他的妹夫神聖羅馬皇帝亨利二世得到巴伐利亞公國作為封地，成為盧森堡王朝第一位巴伐利亞公爵。同年，巴伐利亞軍隊可能在他的領導下參加亨利二世的倫巴第和波希米亞遠征。翌年，他與巴伐利亞軍隊一起參加國王在下盧薩西亞對波列斯瓦夫一世進行的軍事行動。但是，當國王給班貝格教區提供公爵渴望的豐富物資，以及當亨利五世推舉弟弟阿達貝羅出任特里爾大主教的身份而被亨利二世不承認阿達貝羅成為特里爾大主教，因為害怕盧森堡王朝過於強大，亨利五世與姐夫的關係變得疏遠。因此亨利五世於1008年開始與亨利二世對立。當亨利五世與皇帝發生爭鬥，巴伐利亞公國於1009年被沒收重回亨利二世手上，亨利五世與皇帝爭鬥幾年後發現進一步抵抗是沒有結果的。在1015年初，他們在皇帝面前認錯，並得到了他的寬恕。所以亨利二世於1017年又重新將巴伐利亞公國封給亨利五世。亨利五世從未結婚，在他逝世後，盧森堡伯爵爵位由他的侄子亨利二世繼承，而巴伐利亞公國又回到新任皇帝康拉德二世手上，康拉德二世將其授予他的兒子亨利（即後來的皇帝亨利三世）。 